# Mettenhof
Mettenhof, Kiel-Mettenhof – dzielnica miasta Kilonia w Niemczech, w kraju związkowym Szlezwik-Holsztyn.